# Daniël Belinfante
Pour les articles homonymes, voir Belinfante.
Daniël Belinfante (né le 6 mars 1893 à Amsterdam, mort le 27 janvier 1945 à Myslowitz en Pologne) est un compositeur néerlandais.

## Biographie
Belinfante a étudié le violon et le piano. À partir de 1915 il a été directeur de l'école de musique de Watergraafsmeer. En 1942 il entre en résistance contre le nazisme, est emprisonné en 1943, déporté à Westerbork puis Auschwitz et tué au camp de concentration de Fürstengrube.
Ses compositions ont été remises en 1955 par sa veuve Martha Belinfante-Dekker (1900-1989) à l'Institut de musique néerlandais à La Haye et sont y restées jusqu'en 2004 sans qu'on y prête attention. Il s'agit d'environ 90 compositions influencées par Ravel, Debussy, Milhaud et Poulenc.
L'investigation de sa vie et de son œuvre reste en partie à faire; le pianiste Marcel Worms a intégré quelques-unes de ses compositions dans son répertoire.

## Œuvres principales
- 5 concertos pour soliste,
- 1 suite pour orchestre,
- 3 quartets à cordes,
- 3 sonates pour pianos et cordes,
- 18 œuvres pour pianos,
- 2 œuvres pour orchestre de chambre,
- 15 pièces pour chant et piano,
- 12 pièces pour chœur.